# 高毓浵
高毓浵，字淞荃，號潛卿，直隸靜海縣人。清朝政治人物，進士出身。
光緒二十九年（1903年），中式癸卯科二甲進士。同年闰五月，改翰林院庶吉士，散館授翰林院編修。